# Волхушка
Волхушка — небольшой посёлок в составе Уссурийского городского округа Приморского края. Ранее заброшенный, восстановлен в 2008, по инициативе губернатора края Сергея Дарькина. До октября 2008 носил название Волха. Находится в природоохранной зоне Уссурийского заповедника, на берегу одноимённой реки, в 32 км к юго-востоку от Уссурийска. Застроен элитными коттеджами.